# Hyopsodus
Hyopsodus és un gènere de mamífers condilartres extints de la família dels hiopsodòntids. Se n'han trobat restes fòssils a Àsia, Europa i Nord-amèrica.